# Matični broj građana
Matični broj građana, MBG (u originalu zvan Jedinstveni matični broj građana, JMBG) je identifikacijska oznaka državljana i stranaca Slovenije, Bosne i Hercegovine, Srbije, Crne Gore i Sjeverne Makedonije. Sustav je prije postojao na području Hrvatske i Kosova. Broj osigurava jedinstveno povezivanje podataka u službenim evidencijama, primjerice kod izmjene imena i prezimena.

## JMBG/MBG u Hrvatskoj
U Hrvatskoj je od 1976. u uporabi 13-znamenkasti matični broj (MBG) ili jedinstveni matični broj građana (JMBG) reguliran Zakonom o matičnom broju (NN 9/92) i Zakonom o izmjenama i dopunama Zakona o matičnom broju (NN 66/02).
Broj je stečevina iz doba Jugoslavije, tako da ga možemo naći u aktivnoj uporabi i u drugim bivšim jugoslavenskim republikama. Prilikom uvođenja se građanima dodjeljivao po mjestu stanovanja, a nakon toga je dodjeljivan po mjestu rođenja. 
U MBG-u je kodirano sljedeće:
- datum rođenja
- regija rođenja
- redni broj
- spol

Dakle, osim što ispunjava osnovnu namjenu jednoznačnog identificiranja građana, JMBG izravno otkriva i neke osobne podatke. Iz tog razloga je opisan kao kazujući broj podložan zlouporabi, a njegova je javna uporaba ukinuta. Međutim, mnoge institucije i davatelji usluga, kao što su banke i osiguravajuća društva, i dalje traže od stranaka njihov matični broj.
Od ožujka 2017. MBG više nije potreban pri potpisivanju zahtjeva za referendum.
U međuvremenu je (od 2009.) uveden novi identifikacijski broj, tzv. osobni identifikacijski broj (OIB) koji mijenja (J)MBG, ali su u prijelaznom razdoblju oba broja bila u uporabi. Iako se danas isključivo koristi OIB, (J)MBG se i dalje izdaje i koristi za koordinaciju podataka među državnim registrima.

### Shema znamenki
Znamenke broja organizirane su po sljedećoj shemi:
| dan, mjesec i godina rođenja | dan, mjesec i godina rođenja | dan, mjesec i godina rođenja | dan, mjesec i godina rođenja | dan, mjesec i godina rođenja | dan, mjesec i godina rođenja | dan, mjesec i godina rođenja | br. registra | br. registra | spol i redni br. | spol i redni br. | spol i redni br. | kon. |
| ---------------------------- | ---------------------------- | ---------------------------- | ---------------------------- | ---------------------------- | ---------------------------- | ---------------------------- | ------------ | ------------ | ---------------- | ---------------- | ---------------- | ---- |
| D                            | D                            | M                            | M                            | G                            | G                            | G                            | R            | R            | B                | B                | B                | K    |
| A1                           | A2                           | A3                           | A4                           | A5                           | A6                           | A7                           | A8           | A9           | A10              | A11              | A12              | A13  |

gdje DD označuje dan, MM mjesec i GGG godinu rođenja (odnose se samo posljednje 3 znamenke).

### Broj registra
RR je broj registra u Hrvatskoj preuzet iz jugoslavenskog sustava regija. Regija je bila kodirana po ključu:
1. znamenka za republiku/pokrajinu
2. znamenka za područje unutar republike

Raspodjela brojeva unutar svakog opsega je bila unutarnja stvar svake republike/pokrajine. U Hrvatskoj je određeno da se broj registra ograniči samo na kombinacije 3x za hrvatske građane, odnosno 00 i 03 za strance.
| od-do | republika                      | x0                             | x1                                       | x2                             | x3                             | x4                             | x5                             | x6                             | x7                                | x8                             | x9                             |
| ----- | ------------------------------ | ------------------------------ | ---------------------------------------- | ------------------------------ | ------------------------------ | ------------------------------ | ------------------------------ | ------------------------------ | --------------------------------- | ------------------------------ | ------------------------------ |
| 00-09 | stranci                        | miješana upotreba              | stranci u BiH                            | stranci u Crnoj Gori           | stranci u Hrvatskoj            | stranci u Makedoniji           | stranci u Sloveniji            | ne koristi se                  | stranci u Užoj Srbiji             | stranci u Vojvodini            | stranci na Kosovu              |
| 10-19 | BiH                            | Banja Luka                     | Bihać                                    | Doboj                          | Goražde                        | Livno                          | Mostar                         | Prijedor                       | Sarajevo                          | Tuzla                          | Zenica                         |
| 20-29 | Crna Gora                      | ne koristi se                  | Podgorica                                | Bar, Ulcinj                    | Budva, Tivat, Kotor            | Herceg Novi                    | Cetinje                        | Nikšić                         | Berane, Rožaje, Plav, Andrijevica | Bijelo Polje, Mojkovac         | Pljevlja, Žabljak              |
| 30-39 | Hrvatska                       | Osijek                         | Bjelovar, Virovitica, Koprivnica, Pakrac | Varaždin, Međimurje            | Zagreb                         | Karlovac                       | Lika                           | Istra, Primorje                | Sisak, Banovina                   | Dalmacija                      | miješana upotreba              |
| 40-49 | Makedonija                     | ne koristi se                  | Bitola                                   | Kumanovo                       | Ohrid                          | Prilep                         | Skopje                         | Strumica                       | Tetovo                            | Veles                          | Štip                           |
| 50-59 | Slovenija                      | Slovenija                      | ne koriste se                            | ne koriste se                  | ne koriste se                  | ne koriste se                  | ne koriste se                  | ne koriste se                  | ne koriste se                     | ne koriste se                  | ne koriste se                  |
| 60-69 | Građani s privremenim boravkom | Građani s privremenim boravkom | Građani s privremenim boravkom           | Građani s privremenim boravkom | Građani s privremenim boravkom | Građani s privremenim boravkom | Građani s privremenim boravkom | Građani s privremenim boravkom | Građani s privremenim boravkom    | Građani s privremenim boravkom | Građani s privremenim boravkom |
| 70-79 | Uža Srbija                     | ne koristi se                  | Beograd                                  | Kragujevac, Jagodina           | Niš, Pirot, Toplica            | Leskovac, Vranje               | Zaječar, Bor                   | Smederevo, Požarevac           | Kolubara, Mačva                   | Kraljevo, Kruševac             | Užice                          |
| 80-89 | Vojvodina                      | Novi Sad                       | Sombor                                   | Subotica                       | Vrbas                          | Kikinda                        | Zrenjanin                      | Pančevo                        | Vršac                             | Ruma                           | Sr. Mitrovica                  |
| 90-99 | Kosovo                         | ne koristi se                  | Priština                                 | K. Mitrovica                   | Peć                            | Đakovica                       | Prizren                        | Gnjilane                       |                                   |                                |                                |

### Oznaka spola i rednog broja
BBB je kombinacija oznake spola i rednog broja za osobe rođene istog datuma:
- 000-499 – muški
- 500-999 – ženski

### Kontrolni broj
Posljednja znamenka K je kontrolni broj, koji se izračunava iz svih prethodnih znamenaka.
Pritom se svaka od prvih dvanaest znamenki pomnoži s koefcijentom specifičnim za svaku poziciju, i rezultat se zbroji:
7·A1 + 6·A2 + 5·A3 + 4·A4 + 3·A5 + 2·A6 + 
7·A7 + 6·A8 + 5·A9 + 4·A10 + 3·A11 + 2·A12
Od dobivenog broja se izračuna ostatak pri dijeljenju s 11. Mogući su sljedeći rezultati:
- Ako je jednak 0, kontrolni broj je jednak 0.
- Ako je jednak 1, matični broj je pogrešan (BBB se uvećava za 1 i račun kreće ispočetka).
- Ako je veći od 1, kontrolni broj je jednak 11 umanjeno za iznos ostatka.

## U drugim državama
U mnogim državama se koriste različiti matični brojevi. Primjerice u SAD se koristi tzv. Social Security Number (SSN), koji ima devet znamenki u formatu 123-45-1234.
Prva država koja je 1. siječnja 1947. uvela brojčanu identifikaciju građana bila je Švedska. Personnummer je 10-znamenkasti broj u kojem prvih 6 znamenki kodira datum rođenja oblika GGMMDD, a posljednja je kontrolni zbroj.
Neke države, poput Mađarske ne koriste nikakav matični broj, jer ga drže kršenjem prava građana.